# Werner Finck

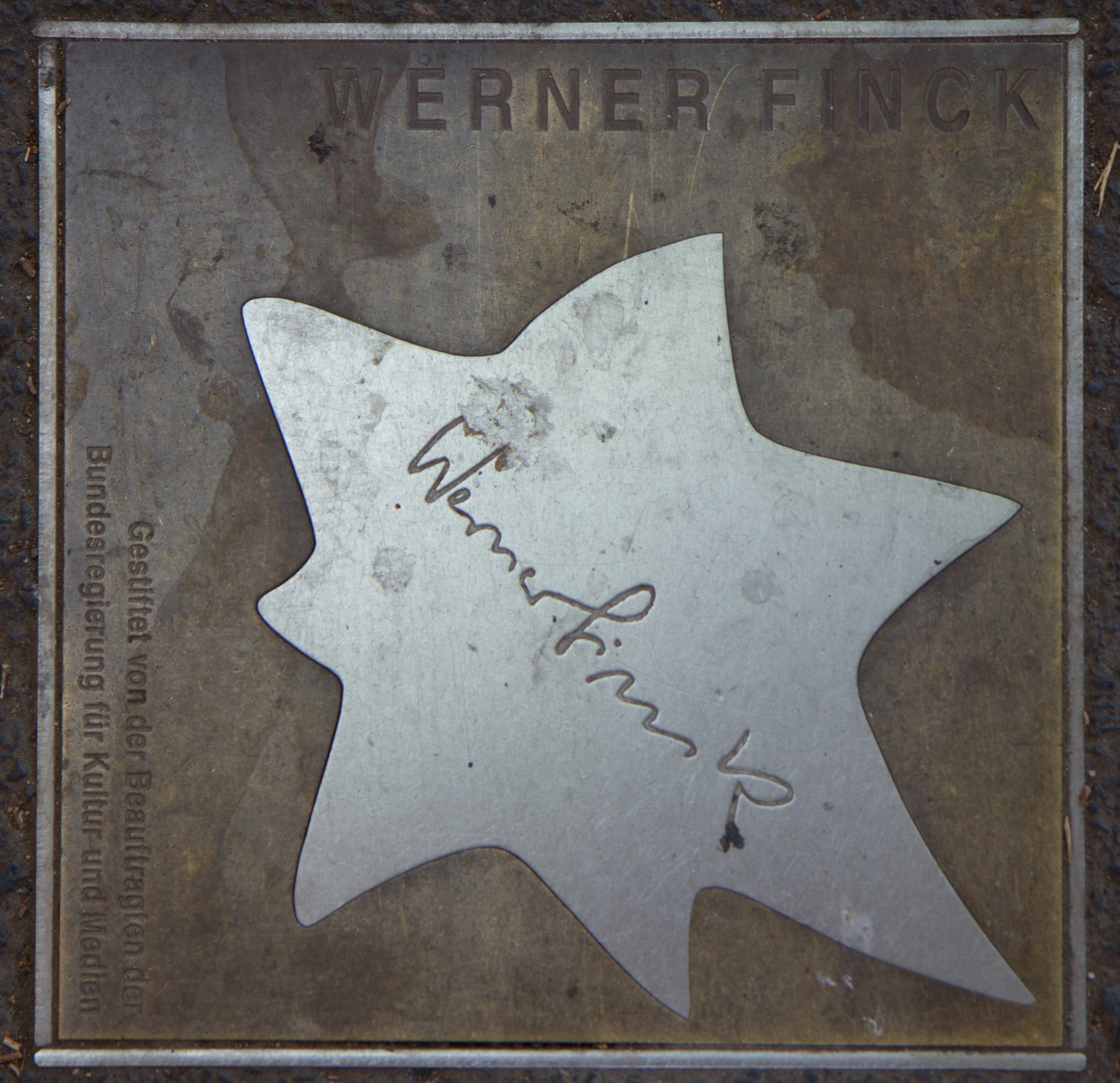
Walk of Fame

Werner Finck, nato Werner Paul Walther Finck (Görlitz, 2 maggio 1902 – Monaco di Baviera, 31 luglio 1978), è stato un cabarettista, attore e scrittore tedesco.

## Biografia
Figlio di un farmacista, frequentò l'Accademia artistica a Dresda. Fece le sue prime esperienze nel mondo del teatro in diverse compagnie filodrammatiche: la sua prima scrittura fu presso il teatro di Bunzlau, dove non andò oltre piccole parti secondarie, ma allo stesso tempo lo aiutarono a scoprire il suo talento comico.
Nel 1929, all'età di 27 anni, Werner Finck si trasferì a Berlino, dove fondò, assieme ad Hans Deppe, il cabaret Die Katakombe ("La catacomba"). Con l'avvento del nazismo, gli spettacoli di cabaret dovettero sottostare ad una rigida censura: gli spettacoli di Finck divennero rapidamente famosi per i suoi commenti politici sottili e i doppi sensi. Una delle sue tecniche era fingere di non riuscire a trovare le parole per concludere un discorso, in modo che il pubblico potesse comprendere la battuta non completamente pronunciata. Agli agenti della Gestapo, presenti nelle prime file della sala, avrebbe chiesto, con finta innocenza: "Sto parlando troppo velocemente? Riuscite a seguirmi? Oppure... ...dovrò poi seguirvi io?". Il suo modo di presentare le sue battute rendeva difficile ai nazisti incastrarlo, e la figura divenne quasi leggendaria, al punto che quando egli, dopo la guerra, si presentò a dei giornalisti britannici e statunitensi come Werner Finck, non venne creduto, poiché il "Werner Finck" che nei suoi spettacoli sbeffeggiava i nazisti era ritenuto un personaggio inventato.
Il 10 maggio 1935 il ministro della Propaganda nazista Joseph Goebbels riuscì a far chiudere il cabaret: Finck venne arrestato e rinchiuso per sei settimane nel campo di concentramento di Esterwegen, in cui si trovavano fra gli altri anche Carl von Ossietzky e Julius Leber. Durante questo periodo però egli e i suoi colleghi non smisero di esibirsi. Grazie all'intervento di una loro amica, l'attrice Käthe Dorsch, presso Hermann Göring, furono rilasciati.
La pena venne commutata in un periodo di interdizione ai pubblici uffici di un anno (Berufsverbot). Nel 1937 poté di nuovo esibirsi al Kabarett der Komiker, che però venne definitivamente proibito dal regime nel 1939. Per sfuggire ad un ulteriore arresto, Finck si arruolò "volontario" per il fronte: gli venne assegnato l'incarico di radiotelegrafista e combatté in Francia, Unione Sovietica e Italia, dove nel 1945 venne fatto prigioniero dagli Alleati.
Dopo la seconda guerra mondiale Werner Finck si esibì nel cabaret Nebelhorn di Zurigo e in seguito al Mausefalle di Stoccarda.
Werner Finck non era all'inizio un cabarettista politico: "Sono un inguaribile individualista. È proprio questo il problema". Solo con l'esperienza del Katakombe, raccontò,
(Kritik der reinen Unvernunft, 1947)
Il nome di Werner Finck è presente con una stella nella "Sterne der Satire - Walk of Fame des Kabaretts" a Magonza.

## Filmografia parziale
Werner Finck recitò in numerosissimi film, prima e dopo la guerra. Si trattò soprattutto di ruoli secondari e brevi scene.

### Attore
- Der Choral von Leuthen, regia di Carl Froelich e Arzén von Cserépy (1933)
- Wenn am Sonntagabend die Dorfmusik spielt, regia di Charles Klein (1933)
- Il corridore di maratona (Der Läufer von Marathon), regia di Ewald André Dupont (1933)
- Ferien vom Ich, regia di Hans Deppe (1934)
- Die Umwege des schönen Karl, regia di Carl Froelich (1938)
- Der Mann, der nicht nein sagen kann, regia di Mario Camerini (1938)
- Film ohne Titel (1948)
- Heute heiratet mein Mann (1956)
- Die Zürcher Verlobung (1957)
- Vater, Mutter und neun Kinder (1958)
- Rosen für den Staatsanwalt (1959)
- Neurose, regia di Rolf Thiele (1959)
- Im weißen Rößl (1960)
- Sturm im Wasserglas (1960)
- Es muss nicht immer Kaviar sein (1961)
- Hurra, die Schule brennt (1969)
- Acht Stunden sind kein Tag (Film per la TV di Rainer Werner Fassbinder, 1972)

### Sceneggiatore
- Der Mann, der nicht nein sagen kann, regia di Mario Camerini (1938)

## Libri
- Das Kautschbrevier, 1938
- Kavaliere, Käuze, Kerle, 1947
- Orpheus in der Unterwelt (con Wilhelm Meissner-Ruland), 1949
- Witz als Schicksal, Schicksal als Witz. Ein deutsches Bilderbuch zu Nutz und Frommen Punkt (con Klaus Budzinski), 1966
- Werner Finck in Amerika, 1966
- Finckenschläge, 1953
- Alter Narr - was nun? Die Geschichte meiner Zeit, 1972
- Zwischen den Stühlen, 1973
- Übrigens viel Spaß. Satiren aus aller Welt, 1973
- Der brave Soldat Finck, 1975
- Zwischendurch. Ernste Versuche mit dem Heiteren, 1975
- Stich-Worte zum Vor-, Nach- und Zuschlagen, 1982